# Фарискур
Фарискур (араб. فارسكور‎) — город на севере Египта, расположенный на территории мухафазы Думьят.

## История
6 апреля 1250 года в окрестностях города произошло последнее крупное сражение седьмого крестового похода. Войско крестоносцев под командованием короля Людовика Святого было разбито силами египетского султана Туран-шаха, а сам король был пленён.

## Географическое положение
Город находится в центральной части мухафазы, на правом берегу Дамьеттского рукава дельты Нила, на расстоянии приблизительно 11 километров к юго-западу от Думьята, административного центра провинции. Абсолютная высота — 10 метров над уровнем моря.

## Демография
По данным переписи 2006 года численность населения Фарискура составляла 22 500 человек.
Динамика численности населения города по годам:
| 1996   | 2006   |
| ------ | ------ |
| 49 536 | 53 118 |

## Транспорт
Ближайший аэропорт расположен в городе Порт-Саид, на расстоянии 27 километров к востоку от Фарискура.